# Ochotona syrinx
El pika Tsing-ling (Ochotona syrinx) es una especie de pika endémica de las montañas en China Central. Habita en bosques montañosos y matorrales. Es una especie poco conocida.
Es una especie rara, una de las seis especies de pikas endémicas de China central, aunque la taxonomía de estas está en constante cambio, sin estudios poblacionales verdaderos. El nombre "Tsing-ling" deriva de una antigua transliteración de "Qinling", el nombre de las montañas que habita.